# Souihla
Souihla (franska: Souihla (CR), Souihla (Commune Rurale), arabiska: سيدي الزوين) är en kommun i Marocko.   Den ligger i prefekturen Marrakech och regionen Marrakech-Safi, i den centrala delen av landet, 300 km söder om huvudstaden Rabat. Antalet invånare är 19 295.